# کیم وون سوک (نویسنده)
کیم وون سوک (انگلیسی: Kim Won-seok؛ زادهٔ ۷ سپتامبر ۱۹۷۷) فیلم‌نامه‌نویس، و کارگردان فیلم اهل کره جنوبی است.